# スペクトル効率
スペクトル効率（スペクトルこうりつ、英: Spectral efficiency、Spectrum efficiency）は、デジタル通信システムで与えられた帯域幅で転送可能な情報の総量を指す。有限の周波数スペクトルを物理層通信プロトコルがどれだけ効率的に使っているかの尺度である。

## リンクスペクトル効率
リンクスペクトル効率（Link spectral efficiency）の単位は bit/s/Hz であり、特定の変調方式を使った論理的なポイントツーポイントのリンクでの通信路容量（あるいはスループット）を表す。前方誤り訂正 (FEC) 符号が変調方式に取り入れられている場合、ここでの「ビット」はユーザデータのビットであり、FEC のオーバヘッドは除外される。
1kHzの帯域幅で毎秒1000ビットを転送する技術では、スペクトル効率は 1 bit/s/Hz となる。
電話回線のモデムの例: 電話回線用のV.92モデムは下りでは 56,000 bit/s、上りでは 48,000 bit/s の転送が可能である。電話交換機でのフィルタリングにより、周波数は 300Hz から 3,400Hz に制限され、帯域幅は 3400 − 300 = 3100 Hz となる。スペクトル効率は、下りでは 56,000/3,100 = 18.1 bit/s/Hz、上りでは 48,000/3,100 = 15.5 bit/s/Hz となる。
FEC を除外した変調方式で達成できる最大スペクトル効率は、標本化定理から次のように求められる。信号のアルファベットが M 個の符号から構成され、各符号を N = log2 M ビットで表すとする。その場合のスペクトル効率は符号間干渉を使わない場合、2N bit/s/Hz を越えることはできない。例えば、符号が 8 種類で、それぞれ 3 ビットで表されるとすると、スペクトル効率は 6 bit/s/Hz を越えられない。
前方誤り訂正符号が使われる場合、スペクトル効率は低下する。例えば、符号レート 1/2 の FEC を付与すると、符号長が 1.5 倍となり、スペクトル効率は 50% 低下する。スペクトル効率を低下させるのと引き換えに、FEC は信号のSN比を改善する（常に改善できるとは限らない）。
あるSN比の通信路で、ビット誤りなしで通信できるスペクトル効率の上限は、符号化や変調方式が理想的なものであるとした場合、シャノン＝ハートレーの定理で与えられる。例えば、SN比が 1 すなわち 0 デシベルであった場合、符号や変調方式がどうであってもリンクスペクトル効率は 1 bit/s/Hz を越えられない。
グッドプット（アプリケーション層で使える情報の量）は、一般にここで計算されるスループットよりも小さい。なぜなら、パケットの再送があったり、上位プロトコルのオーバヘッドがあったりするからである。
スペクトル効率という用語は、値が大きければ周波数スペクトルをより効率的に活用しているという誤解を生む。例えば、携帯電話はスペクトラム拡散や FEC といった技法を使っているためスペクトル効率（bit/s/Hz）は低下するが、SN比が悪くても通信可能となっている。このため、周波数帯域をより多数のリンクで使うことができ、全体としてはスペクトル効率の低下以上の効果が得られる。後述するように、より適切な尺度として単位帯域当たりの bit/s/Hz があり、これがCDMA方式のデジタル携帯電話の基本となっている。しかし、電話回線やケーブルTVネットワークでは、チャンネル間の相互干渉は問題とならず、所与のSN比での最大スペクトル効率が一般に使われている。

## システムスペクトル効率
無線ネットワークでは、システムスペクトル効率が有限な無線周波数帯域で同時にサポート可能なユーザーやサービスの量の尺度となる。その単位は、bit/s/Hz/area unit、bit/s/Hz/cell、bit/s/Hz/site などと記される。システムが同時にサポートできる全ユーザーの最大スループットやグッドプットの総計を通信路の帯域（Hz）で割ったもので表すこともある。これには、単一通信路の通信技法だけでなく、多元接続手法や無線資源管理技法なども影響する。特に動的無線資源管理によって改善される。最大グッドプットで定義する場合、通信路間の相互干渉や衝突による再送のぶんは排除される。上位層プロトコルのオーバヘッドは無視される。
携帯電話ネットワークの容量は、1 MHz の周波数スペクトル上での最大同時接続回線数でも表され、Erlangs//MHz/cell、Erlangs/MHz/sector、Erlangs/MHz/km² といった単位になる。この値は情報源符号化手法（データ圧縮）にも影響され、アナログ携帯電話ネットワークでも使われる。
例: 周波数分割多元接続 (FDMA) と固定チャネル割り当て (FCA) に基づく携帯電話システムで周波数再利用係数が 4 であるとき、各基地局は全利用可能周波数スペクトルの 1/4 にアクセスできる。従って、最大システムスペクトル効率（bit/s/Hz/site）はリンクスペクトル効率の 1/4 となる。各基地局が3つのセクタアンテナで3セルに分割できる場合、これを 4/12 再利用パターンと呼ぶ。各セルは利用可能なスペクトルの 1/12 にアクセスするので、システムスペクトル効率（bit/s/Hz/cell または bit/s/Hz/sector）は、リンクスペクトル効率の 1/12 となる。
リンクスペクトル効率（bit/s/Hz）が低いからといって、システムスペクトル効率の観点から見れば、必ずしも符号化方式が非効率であることを意味しない。例えば、CDMAスペクトラム拡散は単一の通信路（あるいは1人のユーザー）だけを見るとスペクトル効率は良くない。しかし、同じ周波数帯域に複数の通信路を重ねることができるため、システムスペクトル効率は非常に良い。
例: W-CDMA 3G 携帯電話システムでは、電話をかけると最大 8,500 bit/s に圧縮され、これが 5 MHz 幅の周波数チャネルに拡散される。このときのリンクのスループットは 8,500/5,000,000 = 0.0017 bit/s/Hz となる。ここで、同じセル内で100件の（無音でない）電話が同時に可能であるとする。各基地局が3方向のセクタアンテナによって3セルに分割されるなら、スペクトラム拡散により、周波数再利用係数が 1 より小さくなる。このときのシステムスペクトル効率は 1 · 100 · 0.0017 = 0.17 bit/s/Hz/site または 0.17/3 = 0.06 bit/s/Hz/cell（または bit/s/Hz/sector）となる。
スペクトル効率は、固定/動的なチャネル割り当て、電力制御、リンクアダプテーションといった無線資源管理技法によって改善される。

## 比較表
以下に、一般的な通信システムでのスペクトル効率の値を示す。
| サービス                             | 規格                        | 周波数チャネル毎のビット毎秒 R (Mbit/s) | 周波数チャネル毎の帯域幅 B (MHz) | リンクスペクトル効率 R/B (bit/s/Hz) | 典型的周波数再利用係数 1/K | システムスペクトル効率 ほぼ R/B/K に相当 (bit/s/Hz/site) |
| ------------------------------------ | --------------------------- | --------------------------------------- | -------------------------------- | ----------------------------------- | -------------------------- | -------------------------------------------------------- |
| 第二世代携帯電話 (2G)                | GSM 1993                    | 0.013•8 タイムスロット = 0.104          | 0.2                              | 0.52                                | 1/7                        | 0.17                                                     |
| 2.75G                                | GSM + EDGE                  | 最大 0.384 通常 0.20                    | 0.2                              | 最大 1.92 通常 1.00                 | 1/7                        | 0.33                                                     |
| 2.75G                                | IS-136HS + EDGE             | 最大 0.384 通常 0.27                    | 0.2                              | 最大 1.92 通常 1.35                 | 1/7                        | 0.45                                                     |
| 第三世代携帯電話 (3G)                | W-CDMA FDD 1997             | 携帯あたり最大 0.384                    | 5                                | 携帯当たり最大 0.077                | 1/7                        | 0.51                                                     |
| 3.5G                                 | HSDPA 2007                  | 携帯当たり最大 14.4                     | 5                                | 携帯当たり最大 2.88                 | 1/7                        | 0.71                                                     |
| 3.5G                                 | HSOPA OFDMA                 | 携帯当たり最大 100                      | 10                               | 携帯当たり最大 5                    | 1/7                        | 0.71                                                     |
| 第三世代携帯電話 (3G)                | CDMA2000 1x                 | 携帯当たり最大 0.144                    | 1.25                             | 携帯当たり最大 0.115                | 1/7                        | 0.51                                                     |
| Wi-Fi                                | IEEE 802.11a/g 2003         | 最大 54                                 | 20                               | 最大 2.7                            | 1/3                        | 0.9                                                      |
| Wi-Fi                                | IEEE 802.11n Draft 2.0 2007 | 最大 144.4                              | 20                               | 最大 7.22                           | 1/3                        | 2.4                                                      |
| WiMAX                                | IEEE 802.16 2004            | 96                                      | 20 (1.75, 3.5, 7...)             | 4.8                                 | 1/4                        | 1.2                                                      |
| デジタルラジオ                       | DAB                         | 0.576 ～ 1.152                          | 1.712                            | 0.34 ～ 0.67                        | 1/5                        | 0.08 ～ 0.17                                             |
| デジタルラジオ                       | DAB + SFN                   | 0.576 ～ 1.152                          | 1.712                            | 0.34 ～ 0.67                        |                            |                                                          |
| デジタルテレビ                       | DVB-T                       | 最大 31.67 通常 22.0                    | 8                                | 最大 4.0 通常 2.8                   | 1/5                        | 0.55                                                     |
| デジタルテレビ                       | DVB-T + SFN                 | 最大 31.67 通常 22.0                    | 8                                | 最大 4.0 通常 2.8                   |                            |                                                          |
| デジタルテレビ                       | DVB-H                       | 5.5 ～ 11                               | 8                                | 0.68 ～ 1.4                         | 1/5                        | 0.14 ～ 0.28                                             |
| デジタルテレビ                       | DVB-H + SFN                 | 5.5 ～ 11                               | 8                                | 0.68 ～ 1.4                         |                            |                                                          |
| 光ファイバーによるデジタルケーブルTV | 256-QAM                     | 38                                      | 6                                | 6.33                                | 1                          | 6.33                                                     |